# Den røde Storm
Den røde Storm (originaltitel: Tempest) er en amerikansk stumfilm fra 1928 instrueret af Sam Taylor. Manuskriptet er skrevet af Vladimir Nemirovitj-Dantjenko. Filmen havde John Barrymore og Camilla Horn i hovedrollerne.
William Cameron Menzies vandt den første Oscar for bedste scenografi for denne film, og for filmen Flammende Hjerter i 1929.
Filmen er bevaret i to amerikanske arkiver George Eastman House og UCLA Film and TV.